# Rosenbauer Panther

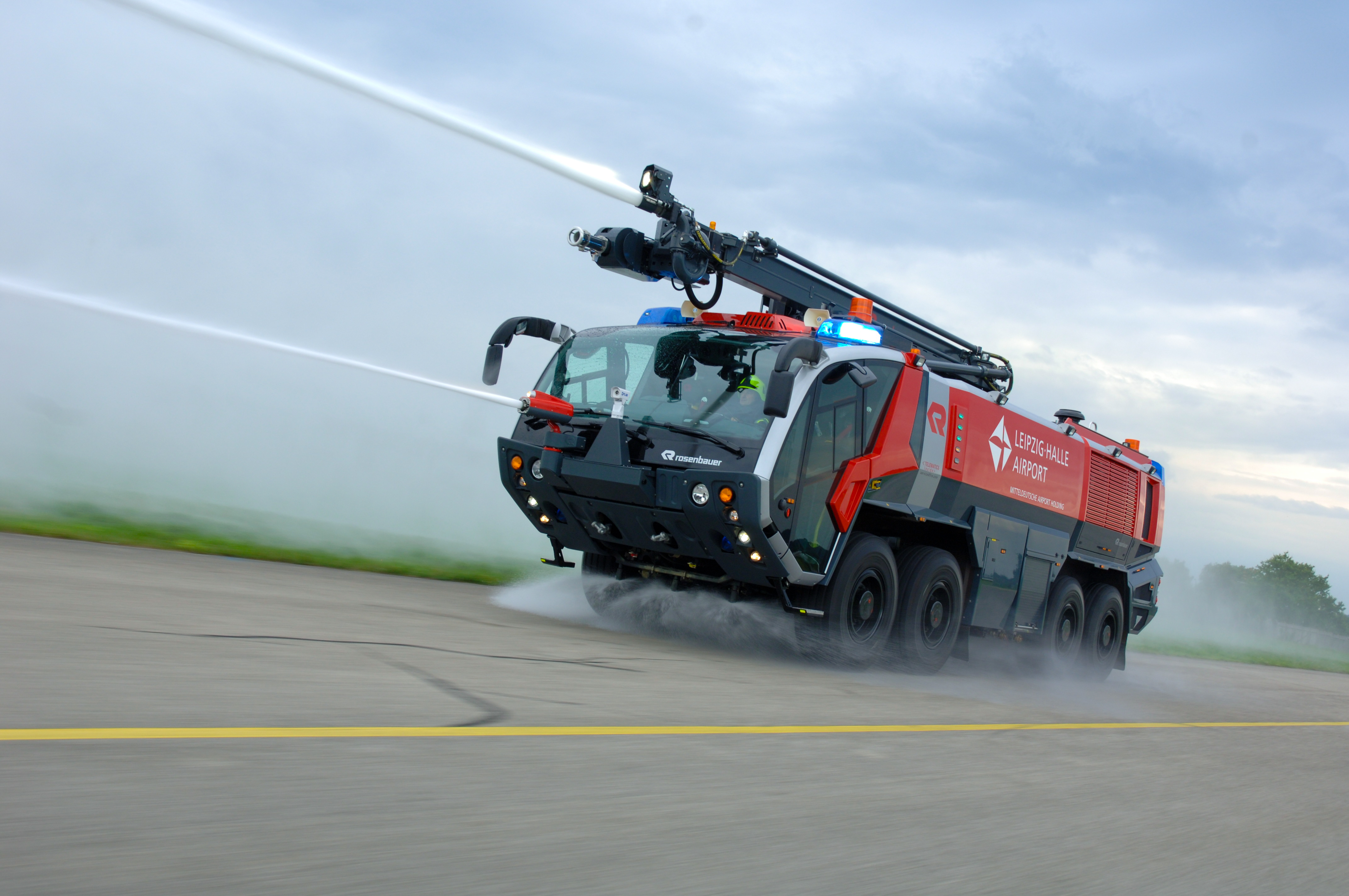
Rosenbauer Panther 8×8, am Flughafen Leipzig/Halle

Der Panther ist ein Großflughafenlöschfahrzeug des österreichischen Feuerwehrbedarf-Herstellers Rosenbauer International AG. Von diesem Fahrzeug gibt es verschiedene Versionen mit variierender Beladung, sodass es entsprechend aller gängigen Normen für Flugfeldlöschfahrzeuge ausgerüstet werden kann. Die Forderungen von NFPA, ICAO, FAA und ADV können, je nach Ausstattung, erfüllt werden. Auch die Vorgaben für den Airbus A 380 werden eingehalten.

## Aufbau
Der Panther wurde im Lauf der Generationen auf verschiedene Fahrgestelle montiert (siehe Varianten). Der Aufbau der ersten Panther besteht fast vollständig aus glasfaserverstärktem Kunststoff. Um das Eigengewicht des Fahrzeugs zu reduzieren, wird seit 1999 eine Konstruktion aus Aluminium-Stangenprofilen und verklebten Aluminiumplatten verwendet. Zudem sind insbesondere die Tanks aus Kunststoffen gefertigt. Dies führt zu einem tiefen Schwerpunkt des Fahrzeugs, wodurch es bei bis über 30° Seitenneigung stabil bleibt und in Kurven hohe Geschwindigkeiten halten kann. Die Staffelkabine verfügt über eine Panoramakonstruktion aus Sicherheitsglas. Die gesamte Besatzung kann das Fahrzeug innerhalb von 10 Sekunden verlassen.

### Design

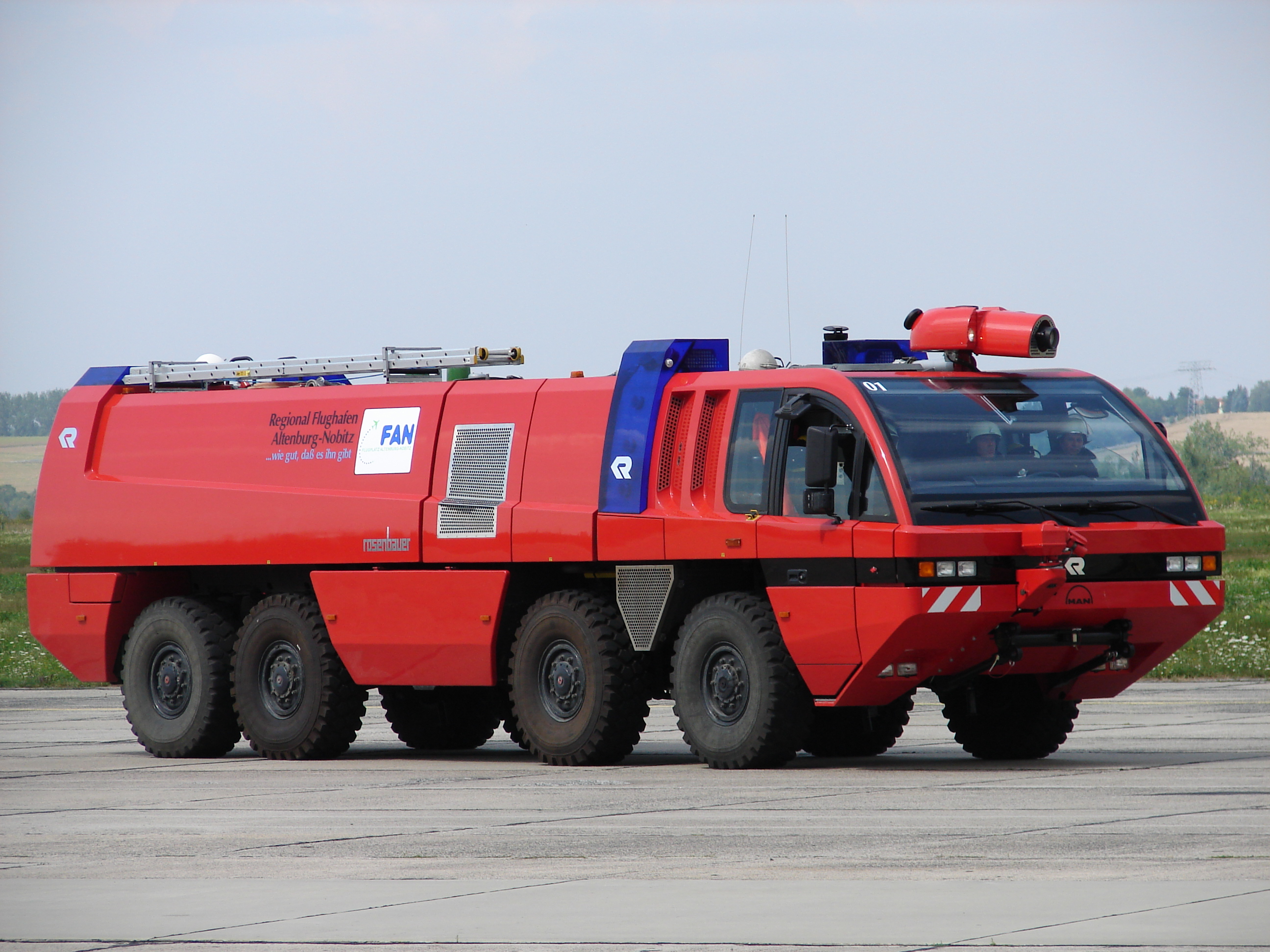
FLF Panther 8×8, Leipzig-Altenburg Airport, Design ab 1991
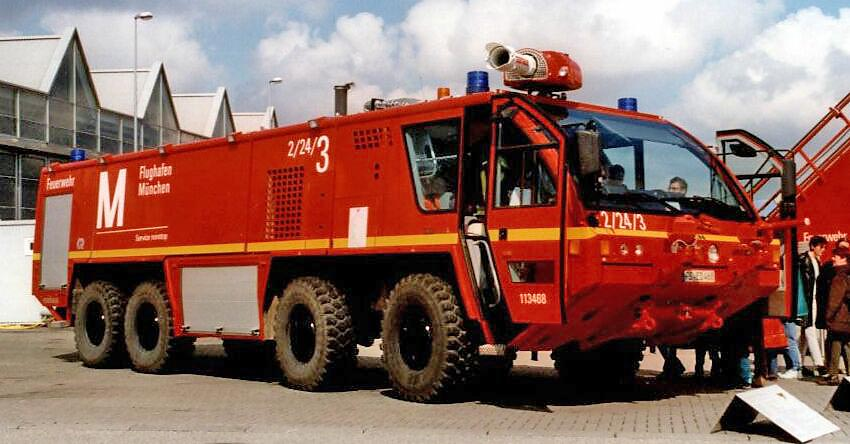
FLF Panther AT 8×8, Flughafen München, Design ab 1998
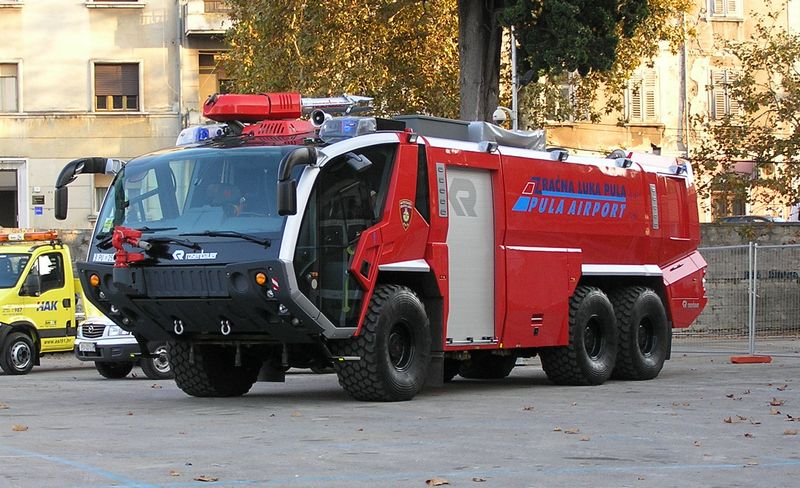
FLF Panther 6×6 CA-5, Design ab 2005
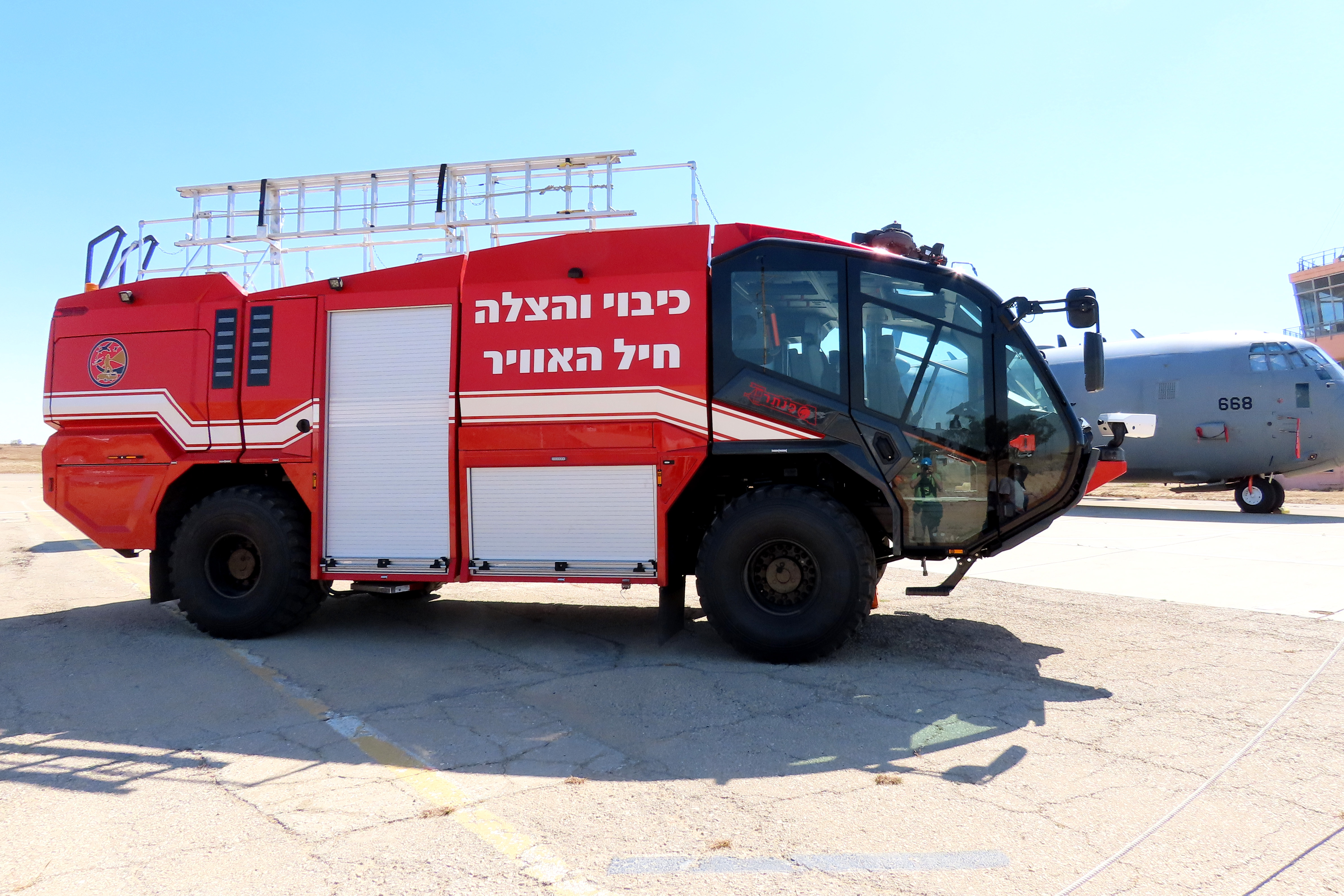
FLF Panther 4x4, Design ab 2015

Es gibt insgesamt vier Designvarianten bzw. Generationen.
Die erste Generation entstand in Cooperation mit MAN zwischen 1988 und 1991 in Österreich. Basis war die Designstudie von Kristian Fenzl. Das Fahrzeug wurde 1991 mit dem österreichischen Staatspreis für Design ausgezeichnet.
Die zweite Generation der Panther FL wurde zwischen 1996 und 1998 in Kooperation mit Freightliner für den amerikanischen Markt entwickelt und im August 1998 auf einer Messe in Louisville (Kentucky) der Öffentlichkeit vorgestellt.
Die dritte Generation wurde bis 2005 wieder in Kooperation mit MAN entwickelt. Die gesamte Innen- und Außengestaltung stammt von dem auf strategisches Design spezialisierten Unternehmen Spirit Design aus Wien. Vorgestellt wurde der Panther auf der Interschutz 2005. Das Design der dritten Generation wurde mehrfach ausgezeichnet:
- iF Product Design Award 2005 (Nominierung),
- red dot product design award 2006,
- Focus Energy in Gold 2006.
- DDC „Das Gute Stück in Silber“ 2006.
- Jahrbucheintrag D&AD 2006.
- Designpreis der Bundesrepublik Deutschland in Silber 2007,
- IDEA 2008.

Die vierte Generation des Panthers wurde nach über drei Jahren Entwicklung am 7. Juni 2015 auf der Interschutz in Hannover der Öffentlichkeit vorgestellt.

### Brandbekämpfungstechnik
Die Feuerlöschpumpe, das Zumischsystem sowie der Schaum-Wasser-Werfer können während der Fahrt in Betrieb genommen werden. Sämtliche Werfersysteme können mittels Joystick vom Fahrerhaus aus gesteuert werden. Normalerweise ist das Fahrzeug mit zwei Wasserwerfern ausgestattet: einem an der Fahrzeugfront in Höhe der Stoßfänger und einem auf dem Dach. Anstelle eines normalen Wasserwerfers auf dem Dach kann beim 6×6 und 8×8 ein Lösch-Teleskop-Gelenk-Arm (HRET) montiert werden. Er hat eine Arbeitshöhe von bis zu 16,5 m (Optional 20 m) und eine Ausladung von 11,4 m (13,8 m). Ausgestattet ist der Arm mit einer Düse für Wasser, Schaum und Löschpulver, einer Löschlanze, einer Farbkamera und/oder einer Wärmebildkamera. Ebenfalls kann das Fahrzeug mit Schnellangriffseinrichtungen für Kleinbrände ausgerüstet werden. Der Panther verfügt über Selbstschutzdüsen am Fahrzeugboden, die es ihm erlauben, über brennende Flächen zu fahren und ihn dabei vor zu großer Hitze schützen.
Seit 2013 wird für den Panther eine Rettungsbühne angeboten. Sie ist vor dem Fahrzeug angebracht und kann 300 kg auf bis zu 3 m heben.
Jedes Flugfeldlöschfahrzeug ist in seiner Ausstattung dem jeweiligen Einsatzort angepasst. Somit ist eine genaue Angabe der mitgeführten Löschmittel und der Löschtechnik immer auf ein einzelnes Fahrzeug bezogen.

## Varianten
Die Variantenbezeichnung, die in Publikationen anzutreffen sind, beziehen sich auf den Motorhersteller: CA = Caterpillar, CU = Cummins, DD = Detroit Diesel, MA = MAN
Die 1 hat keine spezielle Bedeutung. Es ist keinesfalls die Jahreszahl 2001.
Bei den Zahlen 5 und 7 handelt es sich um die Designjahre 2005 und 2007. Beide gehören der dritten Design-Generation an. Der Unterschied zwischen den Designs besteht im Umstieg von MAN- zu Caterpillar-Motoren. Seit Ende 2013 werden Volvo-Motoren verwendet.

### Erste Generation ab 1991

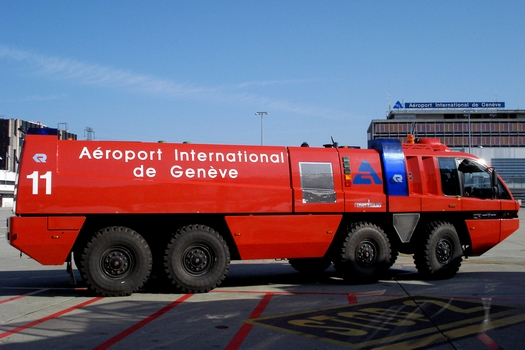
Panther 8×8

#### Panther 6×6
Der Panther 6×6 basiert auf dem MAN 25.550-DFAEG-6×6-Fahrgestell. Das Fahrzeug kann bei einem Gesamtgewicht von 25 t 6.000 l Löschwasser und 300 l Schaummittel mitführen. Angetrieben wird es von einem MAN D2840 LFG mit 560 PS, die Löschpumpe wird mit einem separaten Motor betrieben. Die Höchstgeschwindigkeit beträgt 135 km/h. Seine Ausmaße sind: Länge: 9,653 m × Breite: 3,0 m × Höhe: 3,0 m.

#### Panther 8×8
Der Panther 8×8 ist bis zu 38 t schwer und basiert auf dem MAN 36.1000-VFAEG-8×8-Fahrwerk. Er kann bis zu 14.000 l Löschwasser, 2.000 l Schaummittel und 500 kg Löschpulver befördern. Seine Ausmaße sind: Länge: 11,3 m × Breite: 3,0 m × Höhe: 3,4 m. Der MAN-V12-Diesel mit 1000 PS beschleunigt das Fahrzeug in unter 25 s auf 80 km/h. Die Endgeschwindigkeit beträgt 140 km/h.

### Zweite Generation ab 1998
Das Fahrwerk der 4×4- und 6×6-Variante kam anfangs von Freightliner und ab 2003 von Rosenbauer.

#### Panther 4×4
Der Panther 4×4 ist die kleinste Ausführung des Panthers. Er basiert auf einem zweiachsigen Rosenbauer-Fahrgestell mit Allradantrieb. Es gibt ihn in drei verschiedenen Varianten.
Die erste Variante hat die Standardbreite von 3 m bzw. 118″. Sie führt 1.500 Gallonen (5.678 Liter) Wasser, bis zu 200 Gallonen (757 Liter) Schaummittel und bis zu 500 lb (225 kg) Löschpulver mit. Ihre Maße sind: Länge 33′ 7″ (10,236 m) × Breite 118″ (2,996 m) × Höhe: 11′ 10″ (3,606 m). Das Gesamtgewicht beträgt 52.860 lbs (24.000 kg).

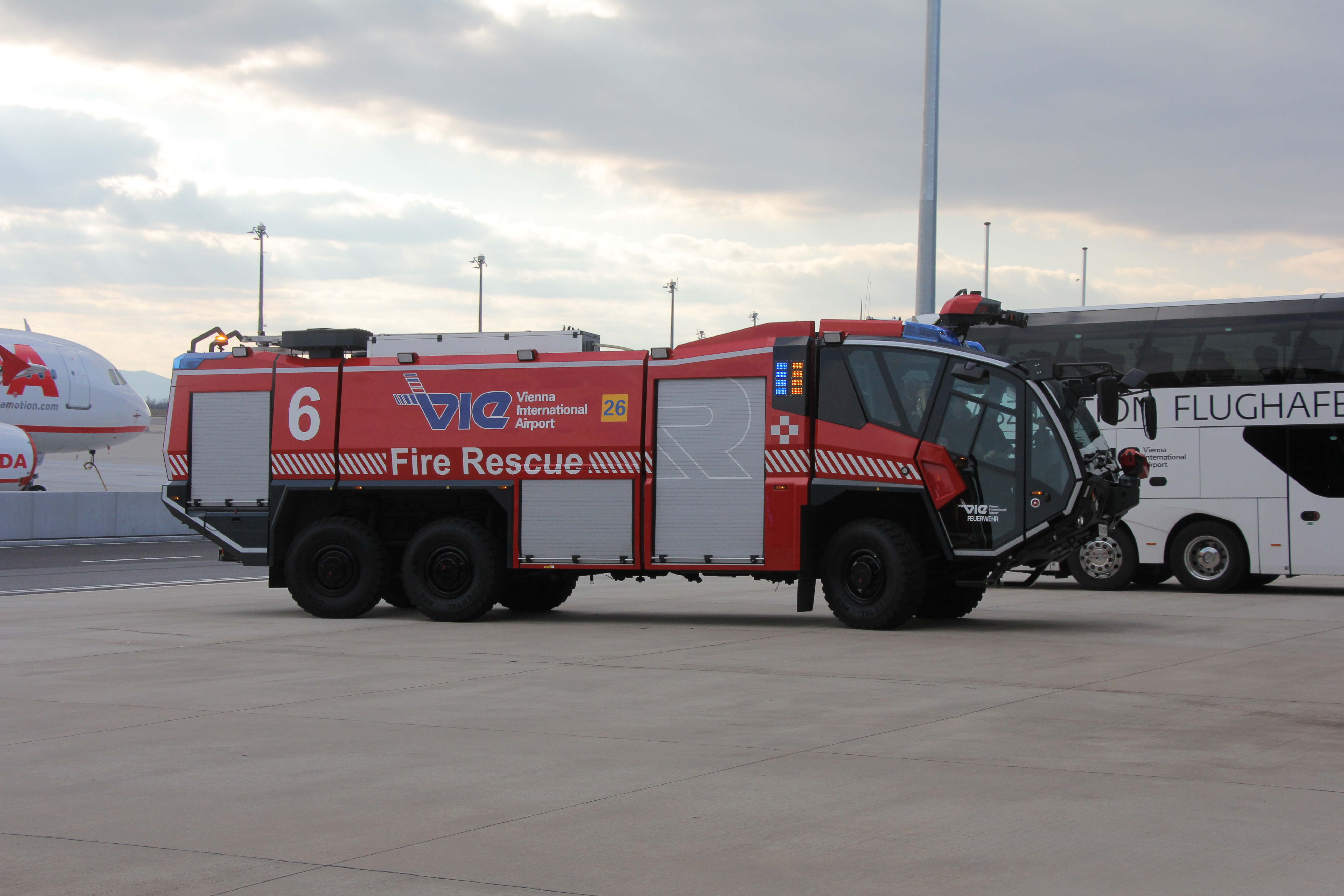
Panther 6×6 S

Die zweite Variante ist nur 2,49 m breit. Sie führt 6.100 Liter Wasser, bis zu 732 Liter Schaummittel und bis zu 250 kg Löschpulver mit.
Die letzte Variante des zweiachsigen Panthers ist der Panther 4×4 2.5 CU-1 Air. Dieses Fahrzeug basiert auf dem 2,59 m breiten RBM-22.500-4×4-2.5-Fahrgestell und ist in einer C-130 luftverladbar. Es kann 5.600 Liter Wasser, 650 Liter Schaummittel und 250 kg Löschpulver mit sich führen. Mit einem zulässigen Gesamtgewicht von 20.000 kg befördert der ISM-500-Motor von Cummins das Fahrzeug von 0 bis 80 km/h in ca. 25 Sekunden. Die Maximalgeschwindigkeit beträgt 115 km/h. Die Maße sind: Länge 9,0 m × Breite 2,49 m × Höhe 2,59 m.

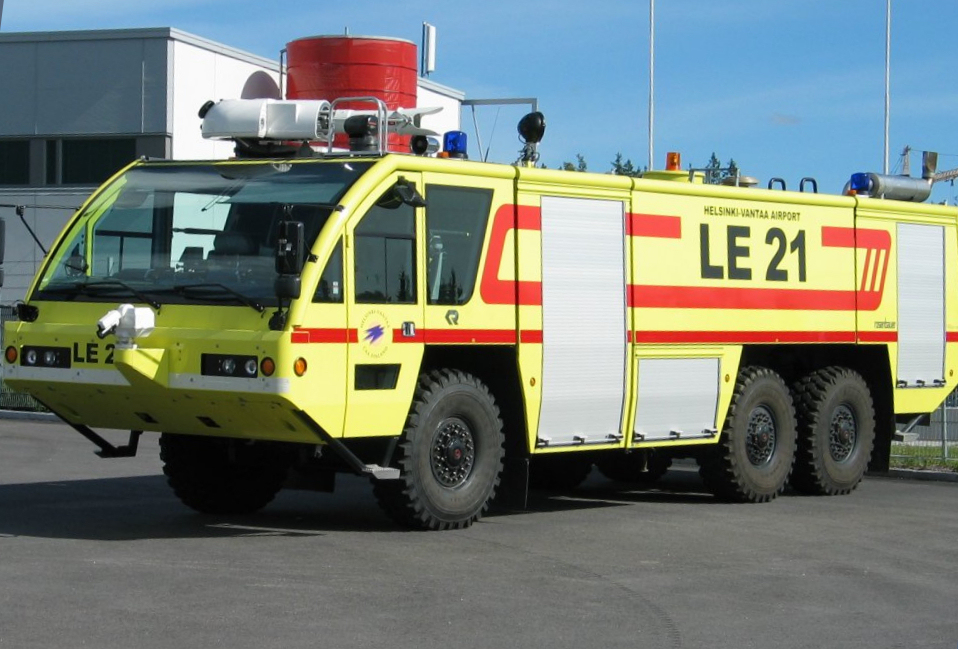
Panther 6×6 DD1

#### Panther 6×6
Der Panther 6×6 verfügt über drei angetriebene Achsen. Es gibt ihn in zwei Varianten. Die normale Version ist 38′ 9″ (11,836 m) lang. Die Variante mit kurzem Radstand (SWB = short wheel base) ist 10,5 m lang.
Die normale Version führt 3.000 Gallonen (11.356 Liter) Löschwasser sowie 400 Gallonen (1.514 Liter) Schaummittel und 500 lb (225 kg) Löschpulver mit. Der 665-BHP-V-Motor Detroit Diesel Corp. Series 60 DDEC benötigt unter 35 s, um das Fahrzeug aus dem Stand auf 80 km/h zu beschleunigen. Das Gesamtgewicht des Fahrzeugs beträgt 79.290 lbs (36.000 kg). Seine Maße sind: Länge 38′ 9″ (11,836 m) × Breite 118″ (2,996 m) × Höhe 11′ 1″ (3,606 m).
Die SWB-Version kann 8.600 Liter Löschwasser, 1.300 Liter Schaummittel und 250 kg Löschpulver mitführen. Das Gesamtgewicht beträgt 33.000 kg und die Maße sind: Länge 10,5 m × Breite 3,0 m × Höhe 3,6 m.

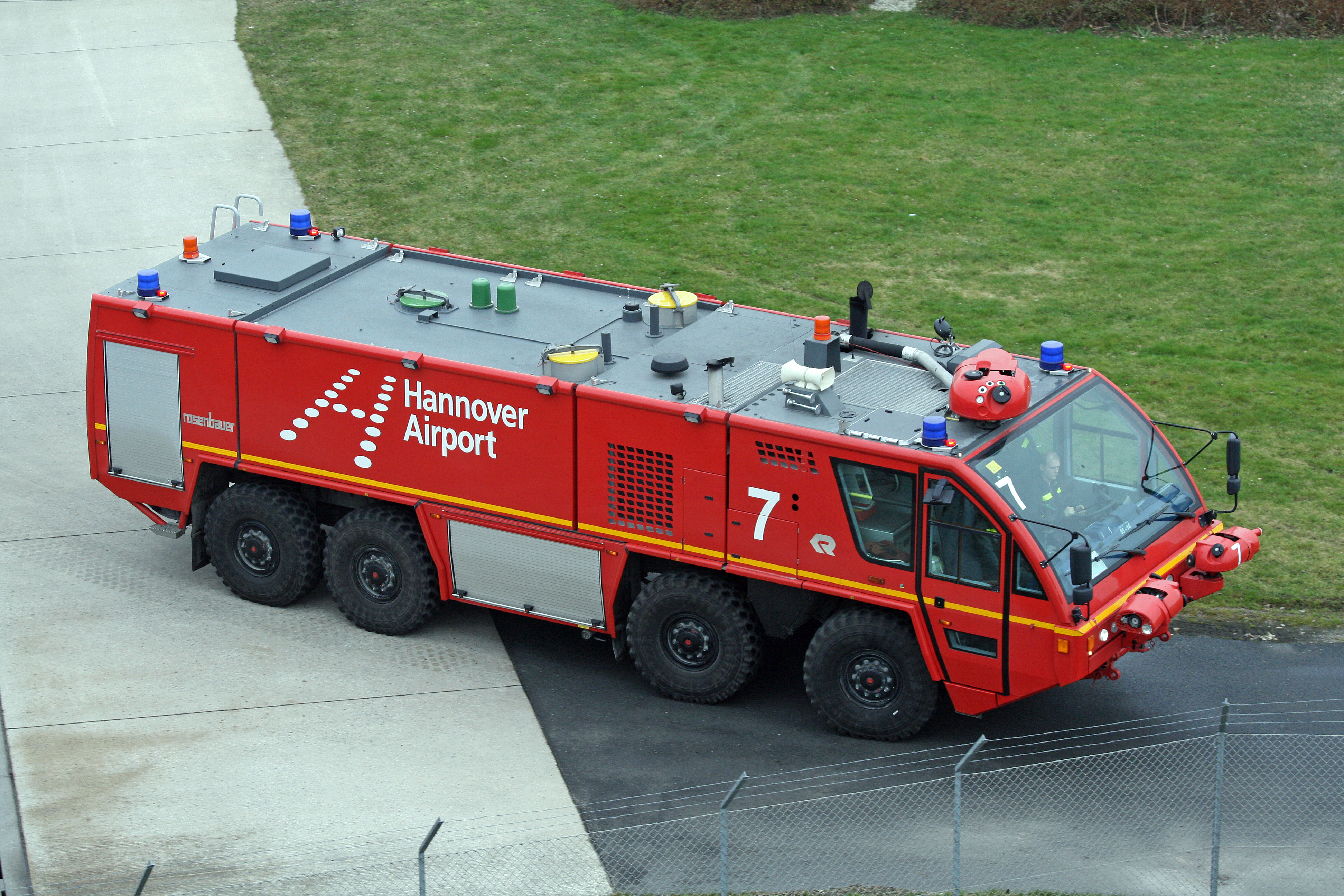
Panther 8×8 des Flughafens Hannover

#### Panther 8×8
Der Panther 8×8 AT ist 40 t schwer und basiert auf dem MAN-38.1000-VFAEG-8×8-Fahrwerk (HRET = MAN 36.1000 VFAEG 8×8). Er kann bis zu 12.500 Liter Löschwasser, 1.500 Liter Schaummittel und 1.000 kg (HRET = 500 kg) Löschpulver befördern. Neben dem 1000 PS leistenden MAN-V12-D2842-LF02-Fahrmotor ist ein 311-PS-6-Zylinder-MAN-Pumpenmotor angebracht. Seine Maße sind: Länge 12 m × Breite 3,0 m × Höhe 3,6 m.
Fahrzeuge dieser Generation werden weiterhin, speziell in Amerika, gebaut.

### Dritte Generation ab etwa 2005

#### Panther 4×4
Der Panther 4×4 basiert auf dem Rosenbauer-25.700-4×4-Euro-5-Fahrgestell mit Volvo-D16-Motor und Vollautomatik-Twin-Disc-Getriebe. Die Ausmaße sind: Länge 10,23 m × Breite 3,0 m × Höhe 3,65 m, der Radstand beträgt 4,8 m. Das Fahrzeug kann bis zu 6.200 Liter Löschwasser, 750 Liter Schaummittel und 250 kg Löschpulver mitführen. Dieses Fahrzeug wird von Rosenbauer aktuell nicht mehr produziert.

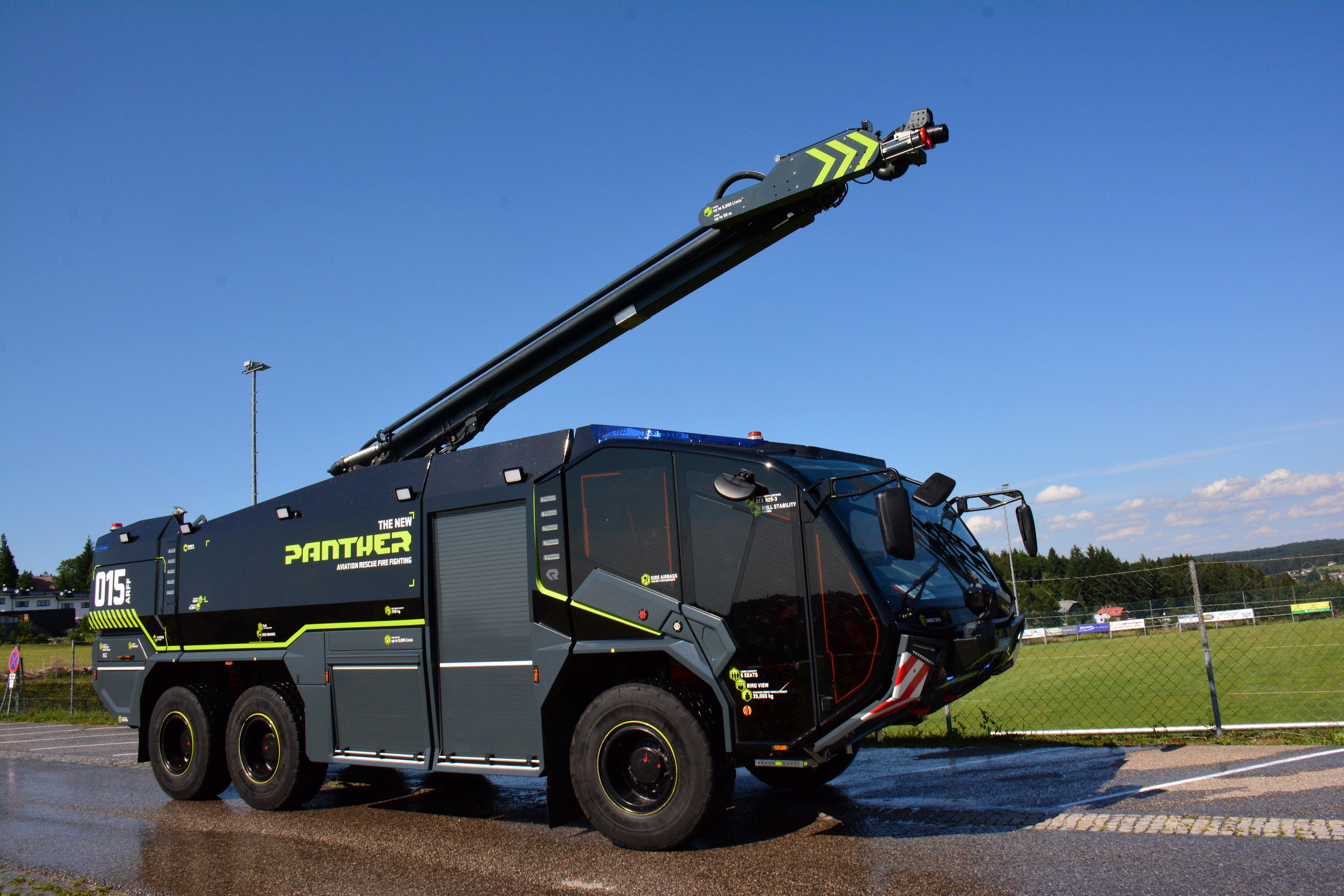
Panther 6x6 mit HRET

#### Panther 6×6

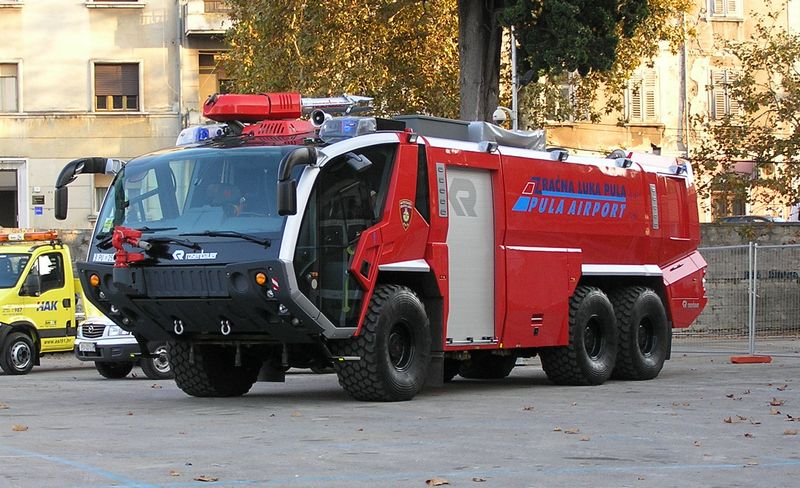
Panther 6×6 CA-5

Den Panther 6×6 gibt es in drei Versionen.
Die erste Variante hat die Standardbreite von 3 m, basiert auf dem Rosenbauer-36.700-6×6-Fahrwerk und hat ein Vollautomatik-Twin-Disc-Getriebe. Die Version führt bis zu 12.500 Liter Löschwasser, 1.500 Liter Schaummittel und 250 kg Löschpulver mit. Seine Ausmaße sind: Länge 11,85 m × Breite 3,0 m × Höhe 3,75 m. Er beschleunigt von 0 auf 80 km/h in ca. 30 Sekunden. Das zulässige Gesamtgewicht beträgt 36.000 kg.
Eine andere Quelle gibt als Fahrwerk Rosenbauer 39.700 6×6 Euro 5 an. Die Abmaße sind danach: Länge 11,83 m × Breite 3,0 m × Höhe 3,65 m.
Die zweite Variante ist nur 2,50 m breit, heißt Panther 6x6 S und ist gut durch den niedrigeren Wassertank zu erkennen. Sie basiert auf dem Fahrwerk Rosenbauer 33.700 6×6 und hat ein Vollautomatik-Twin-Disc-Getriebe. Der Volvo-D16-Motor mit Euro 5 beschleunigt das Fahrzeug von 0 auf 80 km/h in ca. 27 Sekunden und ermöglicht eine Endgeschwindigkeit von 120 km/h. Der Panther führt bis zu 9.200 Liter Wasser, bis zu 1.200 Liter Schaummittel und bis zu 250 kg Löschpulver mit. Das zulässige Gesamtgewicht beträgt 33.600 kg. Die Ausmaße sind: Länge 11,46 m × Breite 2,5 m × Höhe 3,65 m.
Die dritte Variante ist die Ultra-Short-Wheel-Base-Version (USWB). Sie ist allerdings 25 cm länger als die SWB-Version der zweiten Generation. Das Fahrzeug basiert auf dem Rosenbauer-36.700-6×6-USWB-Fahrwerk und hat ebenfalls ein Vollautomatik-Twin-Disc-Getriebe. Die Beschleunigung von 0 auf 80 km/h beträgt ca. 29 Sekunden, die Höchstgeschwindigkeit beträgt 115 km/h. Die Ausmaße sind: Länge 10,75 m × Breite 3,0 m × Höhe 3,75 m. Das Fahrzeug kann bis zu 11.000 Liter Löschwasser, 1.400 Liter Schaummittel und 250 kg Löschpulver mitführen. Außerdem kann es mit einer Hinterachslenkung ausgestattet werden.

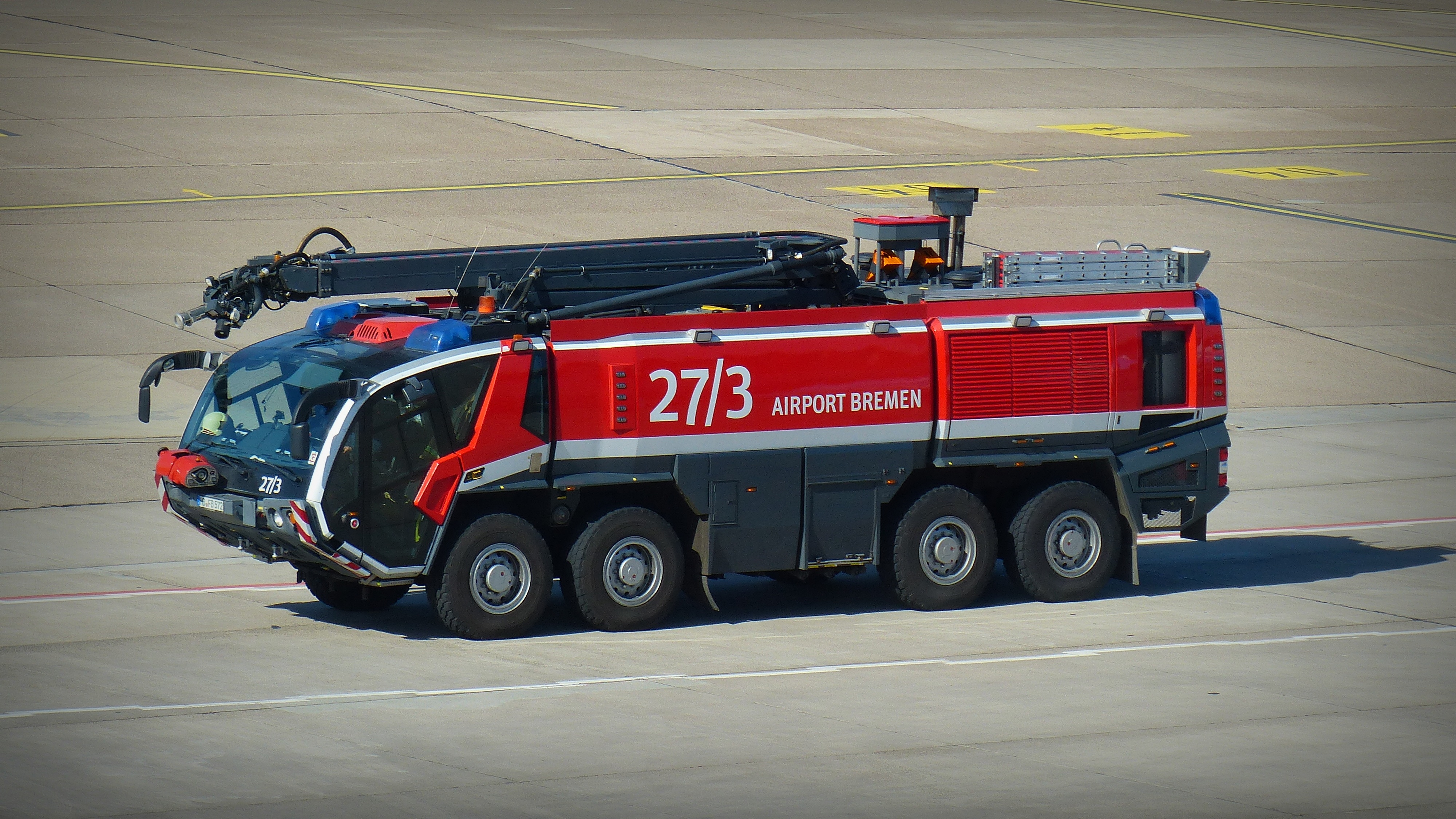
Panther 8×8 mit HRET

#### Panther 8×8
Den Panther 8×8 gibt es in drei Versionen.
Die erste Version, der MA-5, basiert auf einem MAN-SX-40.1000-8×8-Fahrwerk mit MAN-Fahrmotor sowie Deutz-Pumpenmotor und wurde bis mindestens 2008 gebaut. Das zulässige Gesamtgewicht beträgt 43.000 kg. Das Fahrzeug kann bis zu 12.000 Liter Löschwasser, 1.500 Liter Schaummittel und 500 kg Löschpulver mitführen.
Das Fahrzeug kann bis zu 13.000 Liter Löschwasser, 1.600 Liter Schaummittel und 1.000 kg Löschpulver mitführen.
Die zweite normal lange Version gibt es mit zwei verschiedenen Fahrwerken, dem Rosenbauer 52.1250 8×8 mit Caterpillar-Motoren (auch als CA7 bezeichnet) sowie dem Rosenbauer 52.1400 8×8 mit Volvo-Motoren.
Das Rosenbauer-52.1400-8×8-Fahrwerk mit Allison-Automatikgetriebe hat ein zulässiges Gesamtgewicht von 52.000 kg. Die Beschleunigung von 0 auf 80 km/h beträgt ca. 25 Sekunden, die Höchstgeschwindigkeit beträgt 135 km/h. Die Ausmaße sind: Länge 13,095 m × Breite 3,0 m × Höhe 3,65 m (HRET-Höhe 4,0 m). Das Fahrzeug kann bis zu 16.800 Liter Löschwasser, 2.200 Liter Schaummittel und 250 kg Löschpulver mitführen. Bei der HRET-Version reduziert sich die mitgeführte Menge auf bis zu 15.500 Liter Löschwasser und 1.900 Liter Schaummittel. Die Bilder über die technische Daten der Referenz zeigen den CA7 bzw. CA7 SWB HRET und nicht die aktuellen Versionen.
Auch die dritte Version der SWB-Version gibt es mit zwei verschiedenen Fahrwerken, dem Rosenbauer 52.1250 8×8 SWB mit Caterpillar-Motoren (auch als CA7 SWB bezeichnet) sowie dem Rosenbauer 52.1400 8×8 VO SWB mit Volvo-Motoren. Beide Unterversionen können bis zu 12.500 Liter Löschwasser, 1.500 Liter Schaummittel und 250 kg Löschpulver mitführen. Sie haben ein zulässiges Gesamtgewicht von 52.000 kg. Die Ausmaße sind: Länge 11,995 m × Breite 3,0 m × Höhe 3,65 m (HRET Höhe 4,0 m).
Die zweite und dritte Version kann mit zwei Motoren bestückt werden. Einsetzbar sind ein 2×-Antrieb oder ein 1×-Antrieb und eine Pumpe. Außerdem können sie mit einer Hinterachslenkung ausgestattet werden.

### Vierte Generation ab 2015

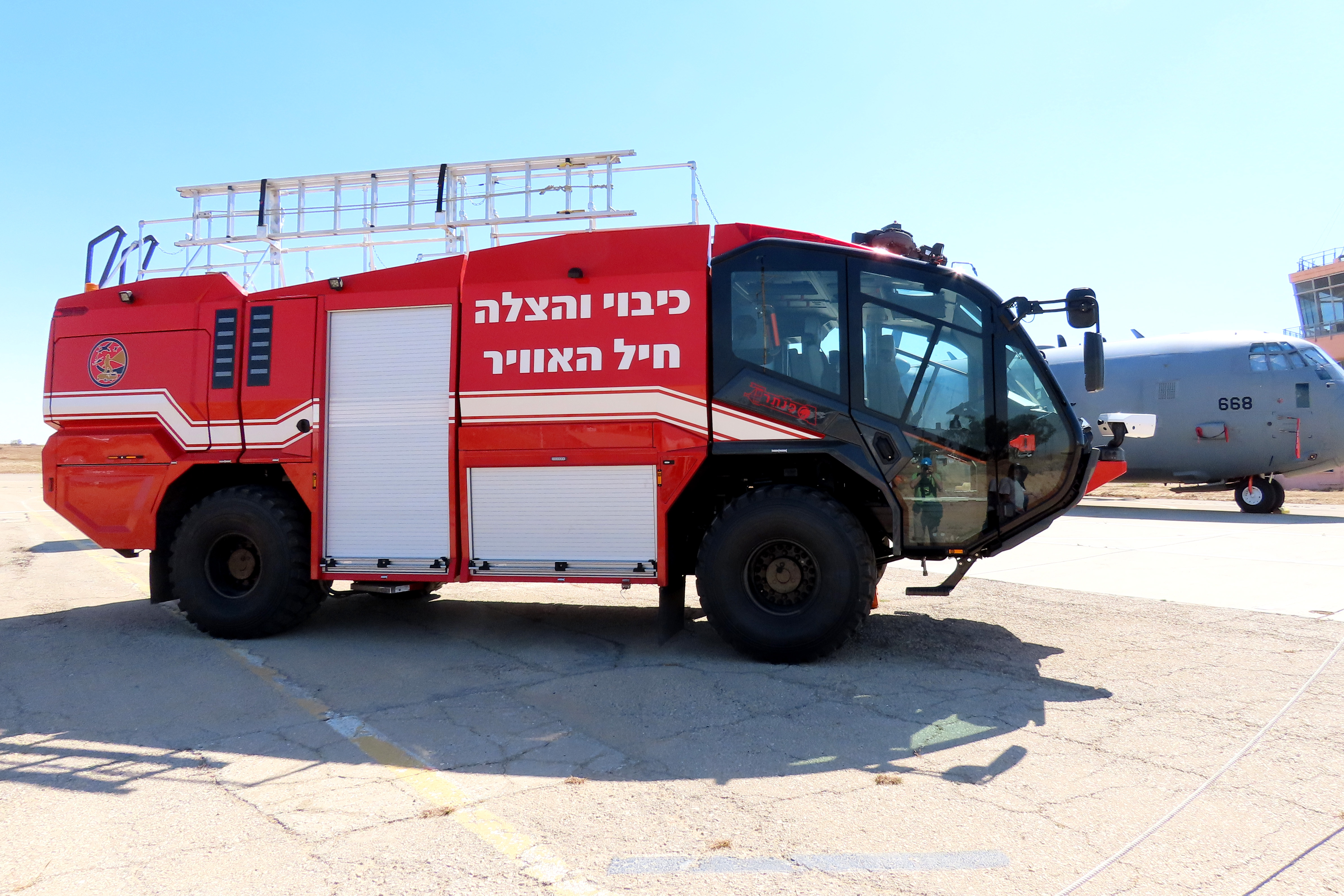
Panther 4x4

#### Panther 4×4
Der Panther 4×4 basiert auf dem Rosenbauer-26.700-4×4-Fahrgestell mit Volvo-D16-Motor und Twin-Disc-6-Gang-Automatikgetriebe. Die Beschleunigungszeit von 0 auf 80 km/h beträgt ca. 22 Sekunden, die Höchstgeschwindigkeit beträgt 115 km/h. Die Ausmaße sind: Länge 10,50 m × Breite 3,0 m × Höhe 3,65 m. Das zulässige Gesamtgewicht beträgt 26.000 kg. Das Fahrzeug kann bis zu 6.200 Liter Löschwasser, 750 Liter Schaummittel und 250 kg Löschpulver mitführen.

#### Panther 6×6
Der Panther 6×6 basiert auf dem Rosenbauer-39.750-6×6-Fahrwerk und hat ein Twin-Disc-8-Gang-Automatikgetriebe. Die Version führt wie sein Vorgänger bis zu 12.500 Liter Löschwasser, 1.500 Liter Schaummittel und 250 kg Löschpulver mit. Seine Ausmaße sind: Länge 11,71 m × Breite 3,0 m × Höhe 3,65 m. Er beschleunigt von 0 auf 80 km/h in ca. 29 Sekunden, die Höchstgeschwindigkeit beträgt 120 km/h. Das zulässige Gesamtgewicht beträgt 39.000 kg.
Bisher ist nur eine HRET-Version des 6×6 bekannt.

#### Panther 8×8
Der Panther 8x8 basiert auf einem Rosenbauer-8x8-Fahrwerk mit 2 Volvo-Penta-700-PS-Motoren Euro 5 oder 2 Volvo-Trucks-725-PS-Motoren mit Euro-6-Norm. Seine Höchstgeschwindigkeit liegt bei etwa 140 km/h und die Beschleunigung liegt bei 0–80 km/h in 20 Sekunden. Er hat eine maximale Pumpleistung von 10 m³/min und besitzt 7 Bodensprühdüsen für den Selbstschutz gegen brennende Flüssigkeiten. Er kann bis zu 14.000 l Wasser und 2.000 l Schaum mitführen.

## Trivia
Im Spielfilm Transformers 3 (2011) verwandelt sich die Figur „Sentinel Prime“ in einen Panther 6×6 der dritten Generation.